# Historia scholastica
De Historia scholastica is een geschrift van de hand van de theoloog Petrus Comestor, tot stand gekomen in Parijs tussen 1169 en 1175. In 1473 werd deze tekst gedrukt in Utrecht door Nicolaus Ketelaer en Gerard van der Leempt. Dit is het eerste gedrukte boek in Nederland dat gedateerd is.
Dit monumentale werk is een navertelling van de historische boeken van de Bijbel, vermengd met allerlei teksten die de Bijbelpassages verklaren en aanvullen. Deze mix van navertelling en exegese, in combinatie met etymologische, geografische en historische kennis, resulteerde in een studieboek dat eeuwenlang in gebruik bleef.
De Historia scholastica groeide uit tot een belangrijke bron voor de historiebijbels die in verscheidene Europese talen gedurende de latere middeleeuwen werden geproduceerd. 
De belangrijkste twee bronnen van Petrus Comestor waren de Vulgaat en Josephus Flavius’ Antiquitates Judaicae. Daarnaast maakte hij ook gebruik van onder meer het werk van Andrew of St-Victor, de Glossa Ordinaria en de Midrash.
De Historia scholastica werd door Jacob van Maerlant bewerkt en vertaald in het Middelnederlands in zijn Rijmbijbel.